# New London (Missouri)
New London – miasto w Stanach Zjednoczonych, w stanie Missouri, w hrabstwie Ralls.